# Créanche

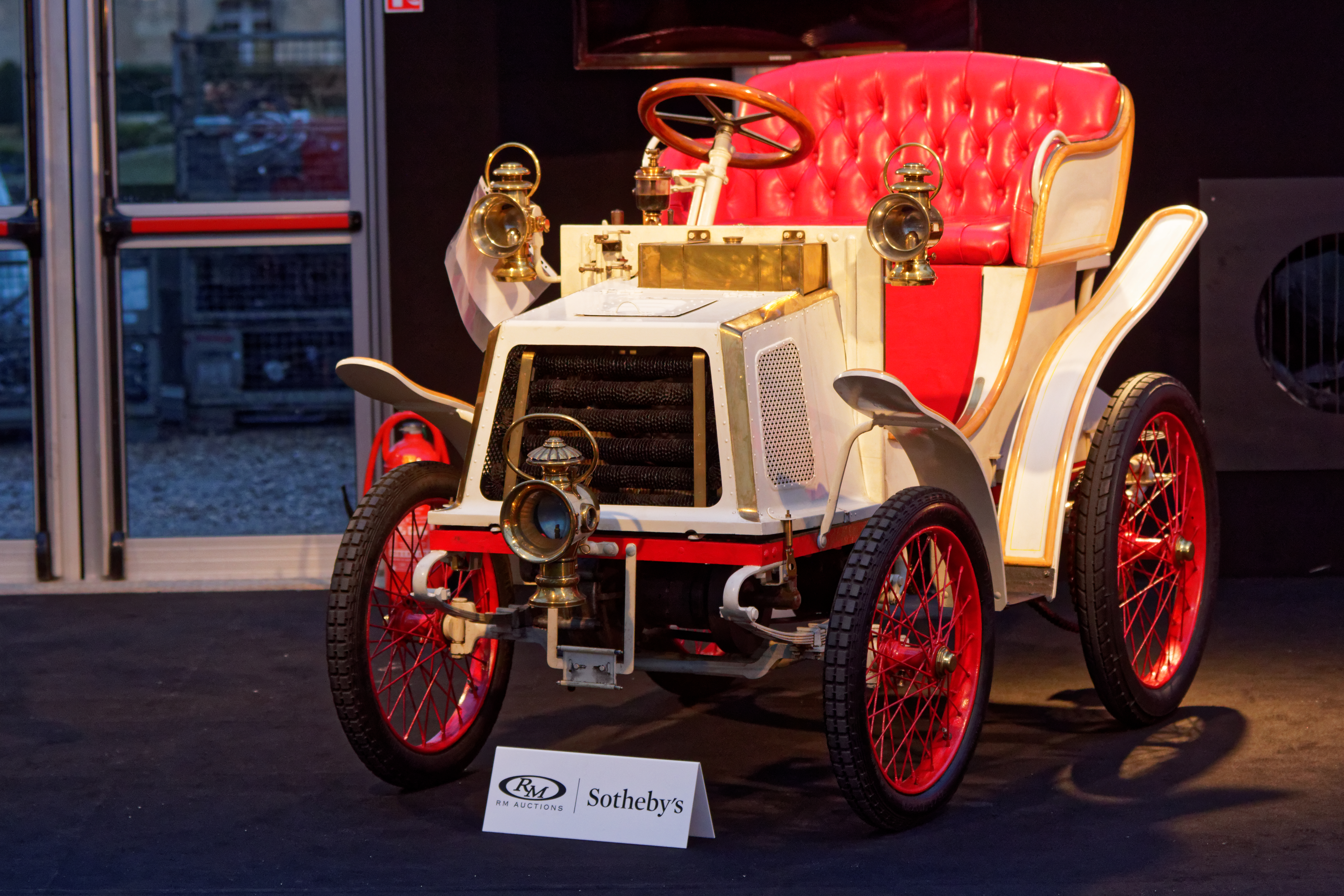
Créanche Type A Voiturette von 1900

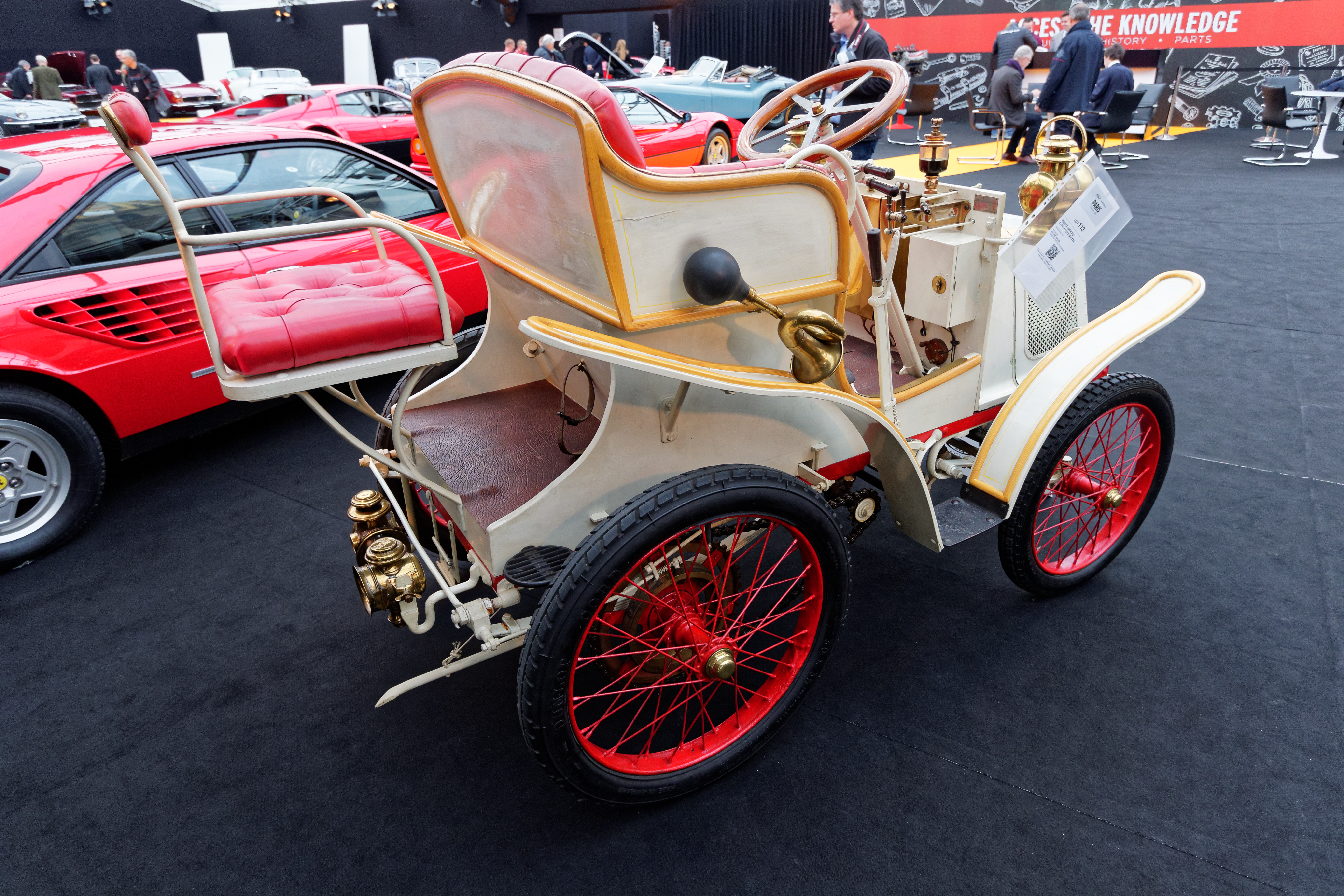
Heckansicht

Die Société Louis Créanche war ein französischer Hersteller von Automobilen.

## Unternehmensgeschichte
Das Unternehmen aus Courbevoie begann 1899 mit der Produktion von Automobilen. Der Markenname lautete Créanche. 1906 endete die Produktion.

## Fahrzeuge
Die ersten Modelle gab es ab 1899. Dies war zum einen ein Dreirad (Tricycle), zum anderen der Kleinwagen Typ A. Dessen 4 PS-Motor von De Dion-Bouton ließ sich in der Längsachse verschieben, dadurch änderte sich die Spannung des Antriebsriemens. Daher war eine Kupplung unnötig. Ein Créanche Typ A nahm an der Wettfahrt Concours de voiturettes im Rahmen der Weltausstellung 1900 in Paris teil und errang eine Bronze-Medaille.
1899 gab es zudem das zweisitzige Elektroauto Duc électrique, dessen Akkumulatoren von Bouquet, Garcin et Schivre für Créanche produziert wurden. Der Duc électrique war auf einem Stahl-Holz-Rahmen aufgebaut und nur knapp 2 m lang, der Radstand betrug 1,33 m. Der Elektromotor leistete 4 PS und trieb über zwei seitliche Ketten die Hinterachse an. Das Umschalten von Vorwärts- auf Rückwärtsfahrt sowie die elektrische Bremsung erfolgten über ein separates Steuerrad. Zusätzlich gab es eine Trommelbremse an der Hinterachse. Das Akkumulatorenpaket von B.G.S. bestand aus 44 Zellen; der Leistungsbedarf im Normalbetrieb betrug 900 Watt. Louis Créanche nahm im Juli 1899 mit einem Duc électrique an der Wettfahrt Critérium des électriques Paris-Suresnes teil.

1902 erschien der 8 CV mit einem Motor von De Dion-Bouton. 1904 bestand das Angebot aus fünf Modellen vom 8 CV bis zum 30 CV, 1905 aus fünf Modellen vom 10 CV bis zum 30 CV, und 1906 aus vier Modellen bis zum 16 CV. Bis auf den 30 CV mit Kettenantrieb hatten diese Modelle Kardanantrieb.

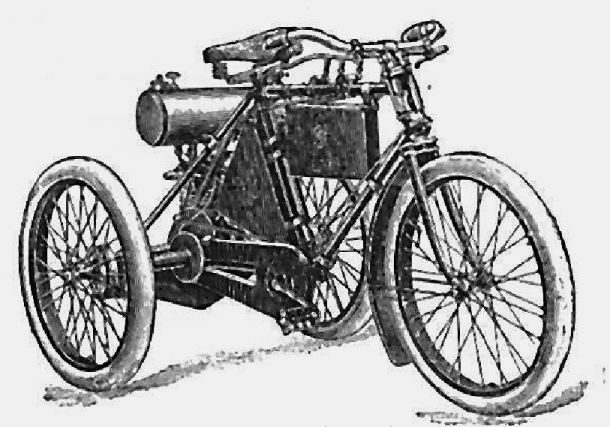
Créanche Tricycle (1900)
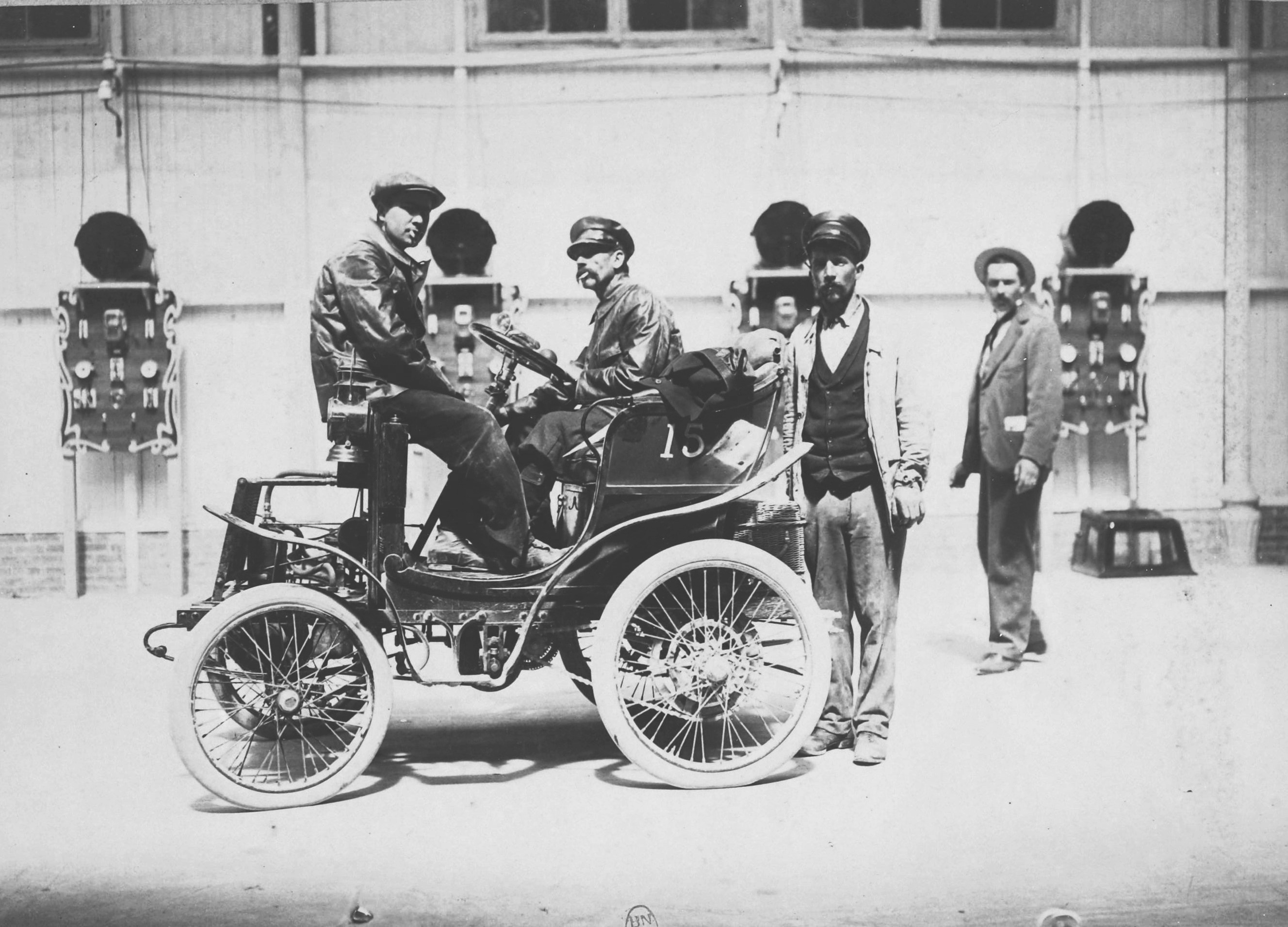
Créanche Type A 4 CV (1900 Concours de voiturettes)
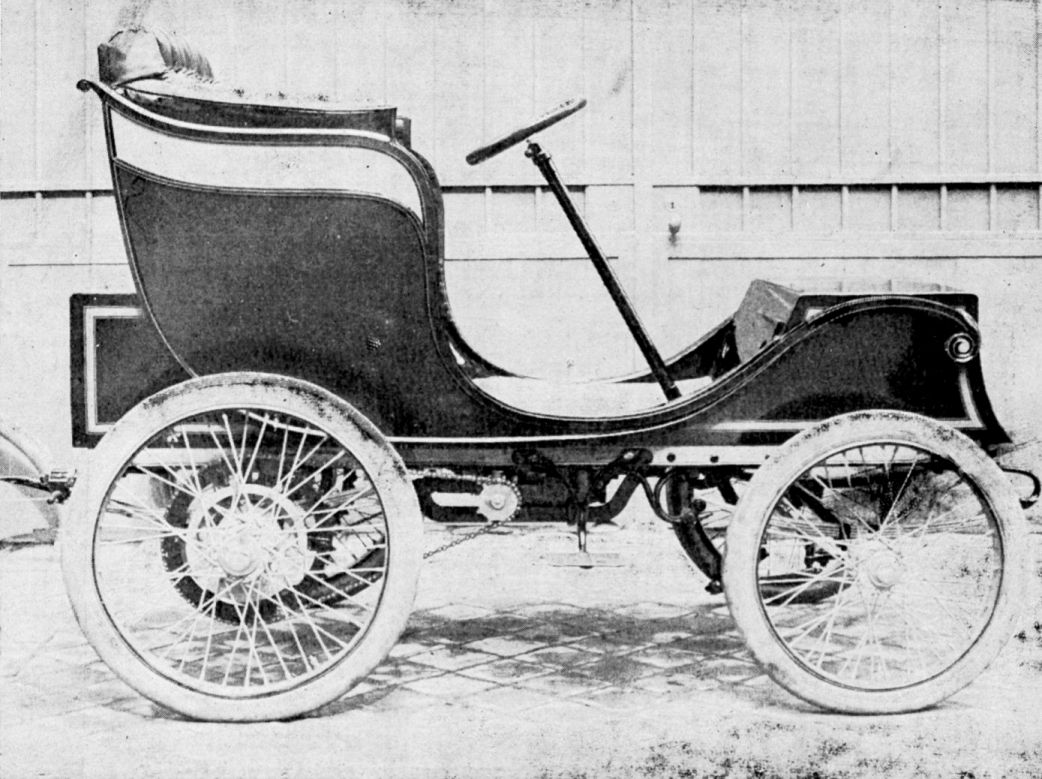
Créanche Duc électrique 4 CV (1899)
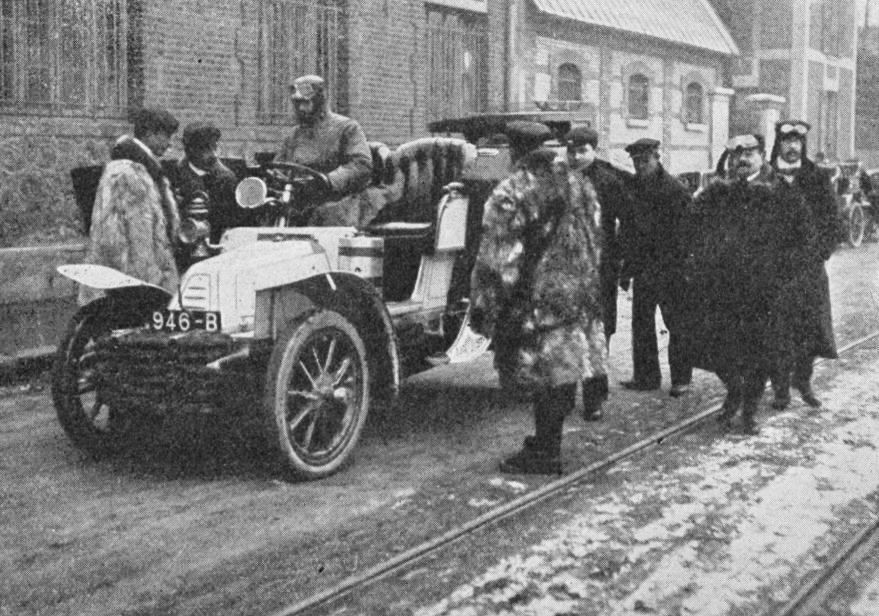
Créanche 8 CV Tonneau (1902)